# Heyde AG
Die Heyde AG war ein am Neuen Markt notiertes Softwareunternehmen und Aktiengesellschaft mit Sitz in Bad Nauheim.

## Geschichte
Im Gegensatz zu vielen anderen am Neuen Markt notierten Unternehmen verfügte die Heyde AG über eine jahrzehntelange Geschichte. Der Unternehmensgründer Dieter Heyde begründete 1971 mit der Einstellung des ersten Angestellten eine Unternehmensberatung, die im Jahr 2000 in Deutschland rund 800 und weltweit etwa 1.800 Mitarbeiter beschäftigte. Die Heyde AG hatte ihren Hauptsitz in Bad Nauheim sowie mehrere deutsche und europäische Niederlassungen. Im Jahr 1998 fand ein Zusammenschluss der Heyde + Partner GmbH mit der aperia software und service GmbH und der SWT GmbH zur Heyde AG statt und im September platzierte sich das Unternehmen im
Börsensegment Neuer Markt. Dieser Börsengang hatte als Ziel die Finanzierung des Firmenwachstums, um das Unternehmen zu einem Weltkonzern aufzubauen. Noch im Jahr 2001 kam ein weiterer Partner, die Xionet GmbH hinzu. Im Jahr 2002 endete der zunächst rasante Höhenflug mit der Insolvenz. Die Heyde AG entwickelte Lösungen für innovative Geschäftsprozesse für die Marktbereiche Financial Services (Banken, Versicherungen) und Supply Chain (Warehouse Management, e-business, SAP). Nachfolgeunternehmen wurde das von Bertram Salzinger geleitete Unternehmen Inconso (Name ab September 2020: Körber Supply Chain Software).

## Betrugsvorwürfe und Insolvenz
Das Unternehmen und der Firmengründer standen mehrfach unter dem Betrugsverdacht. Bereits im Jahr 2001 wurde eine förmliche Untersuchung wegen Insiderhandels mit Aktien gegen die Heyde AG eingeleitet. Bereits im Vorfeld der späteren Insolvenz des Unternehmens hatte ein Prüfinstitut vor dem Erwerb von Heyde-Aktien gewarnt. Im Jahr 2002 stellte die Heyde AG offiziell einen „Antrag auf Eröffnung eines Insolvenzverfahrens wegen Zahlungsunfähigkeit“.
Der ehemalige Firmeninhaber war im November 2006 vom Amtsgerichtes Friedberg wegen des Verdachts der Veruntreuung von Geldern zu einer Haftstrafe von 16 Monaten auf Bewährung verurteilt worden. Ihm wurde vorgeworfen die millionenschweren Renovierungsarbeiten an seiner Privatvilla auf Firmenkosten getätigt zu haben. Dabei ging es um eine Summe von rund 2,45 Millionen Euro die den Unternehmensgeldern entzogen worden sein sollen. Mit einem Beschluss vom 14. Mai 2009 stellte das Landgericht Gießen das Verfahren gegen Dieter Heyde gemäß Paragraf 153a Strafprozessordnung (StPO) endgültig ein und entlastete den Unternehmer von diesen Vorwürfen.

## Ehemalige Mitarbeiter
- Jörg Wagner (* 1969), deutscher Betriebswirtschaftler und Hochschullehrer sowie Präsident der Fachhochschule Nordhausen (1998–2000)[9][10]